# XV Brigada Internacional
La XV Brigada Internacional fou una de les unitats militars en les que es va estructurar l'arribada de voluntaris estrangers en suport de la Segona República Espanyola i per a lluitar contra la insurrecció militar que succeí a l'intent de cop d'estat del 18 de juliol, en el marc de les anomenades Brigades Internacionals i integrada la major part del temps de mobilització a la 35a Divisió de l'Exèrcit republicà. El seu caràcter polític dominant, tot i que no exclusiu, fou el comunista.
Donat el pes que hi representà el contingent nord-americà i en concret el Batalló Lincoln, sovint es designa erròniament la Brigada com a Brigada Abraham Lincoln, si bé als Estats Units, es coneix com a Abraham Lincoln Brigade el conjunt de les unitats que disposaren de contingents nord-americans. Els altres batallons que tingueren una continuïtat clara al llarg de tot el període de permanència dels brigadistes foren el Mackenzie-Papineau integrat per canadencs, el British, format per britànics i el Spanish format per voluntaris de diferents països llatinoamericans.

## Història
El 31 de gener del 1937, va néixer a Mahora, Albacete, formada inicialment per dues agrupacions: la 1a, anglosaxona, que agrupava els batallons Lincoln, British i Washington i la 2a, llatino-eslava, amb els batallons Spanish, Galindo, Six Février i Dimitrov.
La Brigada va quedar constituïda oficialment a Albacete el 9 de febrer del 1937 i la llengua que hi dominà fou l'anglès. La formaren inicialment els batallons Six de Février (integrada fonamentalment per francòfons), Dimitrov (multilingüe, però integrada majoritàriament per balcànics) i el British. També s'hi integraren els nord-americans, l'últim contingent en aparèixer, amb una aportació propera als 3.000 homes, un terç dels quals no tornarien vius. S'agruparen al 1r batalló Abraham Lincoln i es ponderà la creació d'un Batalló "Washington".
Quan arribaren els canadencs foren integrats al Batalló Mackenzie-Papineau. Amb els nord-americans del Lincoln també fou integrat el nombrós contingent de cubans que havien arribat a Espanya, encara que ja hi havia cubans lluitant des de la batalla de Madrid, entre els quals cal citar el poeta Pablo de la Torriente Brau, mort a Majadahonda (front de Madrid) el novembre del 1936.
En aquells moments, la frontera franco-espanyola s'havia tancat, seguint els acords del Comitè de No-intervenció, amb la qual cosa els voluntaris havien de passar a Espanya amb l'ajut de guies i després d'una esgotadora travessia pels Pirineus des de Perpinyà, fins a arribar a Figueres. Allà rebien uns dies d'instrucció, fins que quedava preparat el comboi que, després de diverses jornades de viatge en tren, els portaria a Albacete i des d'allí a Tarazona de la Mancha i Madrigueras, o a Villanueva de la Jara, a la província de Conca.
Els brigadistes internacionals de la XV Brigada, igual que tots els altres foren retirats del front el 25 de setembre del 1938. Foren confinats en diversos camps de confinament a Catalunya i foren objecte de diversos actes d'homenatge (el 16 d'octubre als afores de Falset, el 25 d'octubre a Montblanc amb presència de Negrín, Enrique Líster Forján, Juan Modesto i Vicent Rojo, etc.) abans de la gran desfilada de comiat, a Barcelona, el 28 d'octubre. Després d'una llarga i dura retirada, la XV Brigada Internacional creuà la frontera el 7 de febrer del 1939, pel Pertús.
A la Serra de Pàndols, un dels escenaris més cruents de la batalla de l'Ebre, encara es conserva, en mig del bosc, un monòlit construït pels mateixos combatents de la Brigada i recentment restaurat per grups de voluntaris, un monòlit on hi figuren el nom de 37 companys caiguts en combat.

## Relació de batallons
| Data de formació | Nombre de combatents | Nom del Batalló            | Composició                                      | Data de finalització | Comentaris                         |
| ---------------- | -------------------- | -------------------------- | ----------------------------------------------- | -------------------- | ---------------------------------- |
| 31 de gener 1937 | 1.600                | Batalló Britànic           | Britànics, Irlandesos, Commonwealth             | 23 de setembre 1938  | Desmobilitzat                      |
| 31 de gener 1937 | 1.700                | Batalló Lincoln            | Estatunidencs, Canadencs, Irlandesos, Britànics | 23 de setembre 1938  | Desmobilitzat                      |
| 31 de gener 1937 | 1.800                | Batalló Dimitrov           | Balcànics                                       | 20 de setembre 1937  | Traslladat a la 45a Divisió        |
| 31 de gener 1937 | 1.900                | Batalló Sis de febrer      | Francesos, Belgues                              | 4 d'agost 1937       | Traslladat a la XIV Brigada        |
| 14 de març 1937  | 2.400                | Batalló Voluntari 24       | Voluntaris espanyols                            | 10 de novembre 1937  | Traslladat a brigada espanyola     |
| 5 d'abril 1937   | ~                    | Batalló Espanyol           | Llatinoamericans                                | 23 de setembre 1938  | Desmobilitzat                      |
| 29 de juny 1937  | ~                    | Batalló Mackenzie-Papineau | Canadencs i Estatunidencs                       | 23 de setembre 1938  | Desmobilitzat                      |
| 4 juliol 1937    | 2.000                | Batalló Washington         | Estatunidencs                                   | 14 de juliol 1937    | Fusionat amb el Batalló Lincoln[a] |
- Sub-batallons agregats a la Brigada
  - Companyia "Brigada Anti-Tanc"
  - Unitat fotogràfica de la XV Brigada (agost 1937 - setembre 1938)[2]

## Comandants successius
Els caps que s'anaren succeint al capdavant de la XV Brigada Internacional foren:
- Janos Galicz (hongarès), del 31 de gener al 15 de febrer del 1937, fou ferit.
- Wladimir Copic (iugoslau, ex-president del Partit Comunista Iugoslau en el Komintern, executat en tornar a l'URSS el 1938), entre el 15 de febrer i el 10 de juliol del 1937 en què fou ferit, del 5 d'agost del 1937 al 7 de març del 1938 i de l'1 d'abril fins al maig del 1938.
- Klaus Becker (alemany), entre el 10 de juliol i el 5 d'agost del 1937.
- Robert Hale Merriman, del 7 de març fins al 2 d'abril del 1938 en què fou abatut en una emboscada entre Batea i Gandesa, a la Terra Alta.
- José Antonio Valledor (espanyol), entre el maig i el 23 de setembre del 1938.
- Jorge Agostino "Carlos", entre el 21 de gener i el 4 de febrer del 1939.
- Jorge Gay Da Cunha (brasiler), entre el 4 i el 9 de febrer del 1939.

## Principals combats
La XV Brigada Internacional participà en els més cruents combats de la guerra i fou repetidament desarborada per les nombroses baixes que patí. Progressivament anà cobrint cada vegada més les baixes amb reclutes espanyols (molts catalans) i anà fusionant els diferents batallons.
Els principals escenaris on combaté la XV Brigada Internacional abans que se'ls repatriés foren, per ordre cronològic:
- Batalla del Jarama
- Batalla de Brunete
- Batalla de Belchite
- Batalla de Terol
- Ofensiva d'Aragó
- Batalla de l'Ebre

## Personatges destacats
Alguns dels noms més recordats de la XV Brigada Internacional foren:
- Capità George Nathan, antic membre dels serveis secrets anglesos, fou membre de l'Estat major de la XV Brigada. Personatge mític per la seva valentia, que vorejava la temeritat, un dels pocs comandaments escollit pels seus propis homes. Mort a Brunete el juliol del 1937.
- Robert Hale Merriman, cap de l'Estat major. Mort en combat a Gandesa el 2 d'abril del 1938.
- Milton Wolff, cap del Batalló Lincoln.
- Steve Nelson, comissari de la Brigada, ferit a Belchite.